# Luchtwachttoren 8J2 - Maashees
De Luchtwachttoren 8J2 is een luchtwachttoren met postnummer 8J2 gelegen aan de Broekweg in Maashees in de Nederlandse provincie Noord-Brabant.

## Beschrijving
De toren is in 1953 gebouwd en was onderdeel van het landelijke netwerk van observatieposten van het Korps Luchtwachtdienst daterend uit de Koude Oorlog. Het is een van de 19 nog resterende exemplaren. De toren staat in een bosschage aan de Broekweg in Maashees. Oorspronkelijk was het een klein heideterreintje met enkele bomen aan de rand die als camouflage dienden. De toren is geschilderd in geelgrijze schutkleur die nog deels aanwezig is.
De toren is ontworpen door architect Marten Zwaagstra in opdracht van het ministerie van Defensie. Het bouwwerk is geconstrueerd uit prefab betonnen raatbouwelementen en heeft een hoogte van 9,72 meter. Het bouwwerk is van het type 822. Bovenin bevindt zich een uitkijkplatform dat bestaat uit een open ruimte van 3 bij 3 meter met een 1,5 meter hoge borstwering. Aan de zuidwestzijde van het uitkijkplatform is een overdekte schuilnis.
De toren in Maashees vormde een zogenaamde luchtwachtkring (een observatiedriehoek) met de luchtwachttorens in America (postnummer 8J1) en Arcen (postnummer 8J3). Deze beide torens zijn afgebroken. De waarnemers rapporteerden aan het luchtwachtcentrum in Eindhoven. De postcommandant van deze toren was Martinus Jansen uit Vierlingsbeek.

## Na de opheffing
In 1964 verloor de toren haar functie. In dat jaar werd het Korps Luchtwachtdienst in Zuid- en Midden-Nederland opgeheven. In de jaren 70 van de 20e eeuw is naast de toren een woning gebouwd. Inmiddels zijn de bomen van de bosschage hoog uitgegroeid. De toren verkeert in redelijke staat en tamelijk origineel bewaard. Zo is de betegeling van de onderste acht raten en de borstwering nog aanwezig. In 2015 is de toren hersteld en voorzien van een nieuwe deur en trappen.